# Antic Hospital Psiquiàtric de Santa Águeda
L'Antic Hospital Psiquiàtric de Santa Águeda és al barri de Gesalibar, d'Arrasate (Guipúscoa). En un entorn ja antany conegut per les qualitats medicinals de les aigües sulfuroses i a causa de la influència de la concepció cultural il·lustrada en favor de la higiene i la salut, s'hi va construir el Balneari de Santa Águeda l'any 1825.

## Història
No és un fet aïllat, ja que en la mateixa època i en el mateix àmbit geogràfic, neixen diverses institucions, per la qual cosa es pot parlar de la implantació de la Cultura dels Balnearis al País Basc, des del punt de vista medicinal i del repòs vacacional durant el segle xix.
Un fet històric, l'assassinat del president del Govern Antonio Cánovas del Castillo a mans d'un anarquista, fa decaure ràpidament l'esplendor del balneari. El 1898 va reobrir gràcies a les gestions de l'Orde Hospitalari de Sant Joan de Déu i de les Germanes Hospitalàries del Sagrat Cor de Jesús, amb la fi que, com a Centre Psiquiàtric, actualment té.

## Edifici

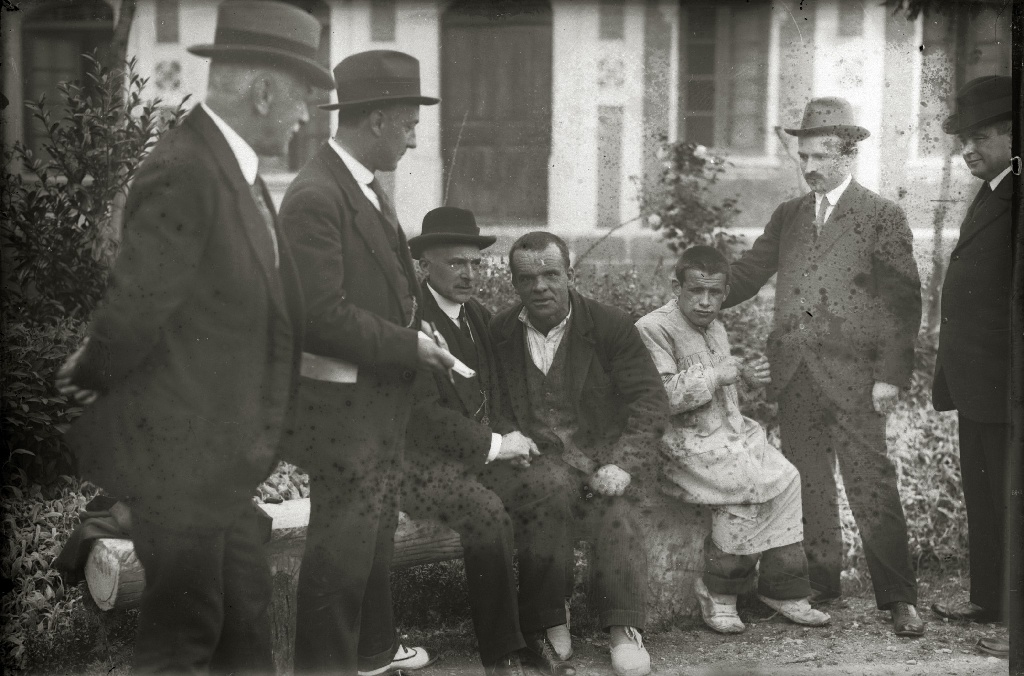
Pacients del psiquiàtric el 1917.

L'edifici original del balneari és un gran pavelló prismàtic de planta baixa i dues altures, amb la coberta a dues aigües en direcció longitudinal. Un cos central en planta baixa, que s'avança respecte del plànol de façana, serveix d'accés a l'ampli vestíbul que precedeix a l'escala de tipus imperial. L'organització interior s'estructura entorn del passadís central que recorre longitudinalment l'immoble, que serveix als diversos espais a esquerra i dreta. A la zona central de la planta primera i sobre l'avançament de la planta baixa, es conforma una bella terrassa que, sens dubte, va servir en el seu moment de lloc d'esplai a l'aire lliure per als interns. La planta segona repeteix l'esquema de la primera.
El sistema constructiu, senzill i homogeni, consisteix en una estructura de dues crugies, disposades en el mateix sentit que l'eix longitudinal del pavelló per mitjà d'un mur de càrrega que, igual que els perimetrals, també de càrrega, està construït a força de maçoneria; això permet la construcció dels forjats tendint transversalment la solliveria, d'esquadress de fusta, de mur a mur. La planta baixa de la façana principal s'executa amb carreus de pedra arenisca, formant una arcada contínua a manera de galeria.
La coberta es construeix a força d'una sèrie de cintres disposades transversalment i recolzades en els murs perimetrals; les cintres estan executades en esquadries de fusta i suporten corretges i cabirons que sustenten una cobertura d'enllaunat i teula plana ceràmica.
Tipològicament, l'edifici respon al tipus pavelló, propi de la tradició francesa i centreeuropea per als immobles lligats a usos sanitaris, que es construeixen des de finals del segle xix.
Es tracta d'un edifici amb vocació de representativitat, no sols per les galeries arquejades a l'estil italià de la planta baixa, que li donen un aire més lleuger, sinó també per l'avanç del cos central, que possibilita una bella balconada, i per l'important vestíbul que en ell es genera. Així, l'escala imperial encaixa perfectament en aquest esperit.
Els fronts de façana es componen de columnes verticals de buits, que componen una sèrie d'1 + 9 en les ales i d'1 + 3 + 1 en el cos central, que permeten una lectura molt menys anodina que el que un front de façana de 86 metres pot suposar. Concorren les fusteries de buits, principalment en les arcades de la planta baixa, resoltes amb certa elegància. Les divisions compositives verticals de les plantes altes s'executen per mitjà de pilastres jòniques, en planta primera, i corínties, en planta alta, amb un joc referencial als ordres clàssics, conforme a la mode de l'arquitectura neoclàssica que vigia al moment de la creació.